# Upravni postopek
Upravni postopek je vsak postopek, v katerem se odloča o upravni stvari.
Postopek je urejen z Zakonom o splošnem upravnem postopku. V njem je zapisano, da morajo po njem postopati vsi upravni in drugi državni organi, organi lokalnih skupnosti in nosilci javnih pooblastil, kadar v upravnih stvareh odločajo o pravicah, obveznostih ali pravnih koristih posameznikov, pravnih oseb in drugih strank.
Postopek se lahko začne na zahtevo stranke, ali po uradni dolžnosti. Za začetek upravnega postopka se šteje trenutek, ko državni organ, organ lokalne skupnosti ali nosilec javnih pooblastil opravi kakršnokoli dejanje v ta namen. Med postopkom se zahtevek lahko spreminja ali razširja, lahko pa se tudi umakne v času do izdaje odločbe II. stopnje, vendar samo s privolitvijo nasprotne stranke, če ta obstaja.